# Centrale termoelettrica

La centrale termoelettrica di Trbovlje con l'alta ciminiera che supera le montagne della valle

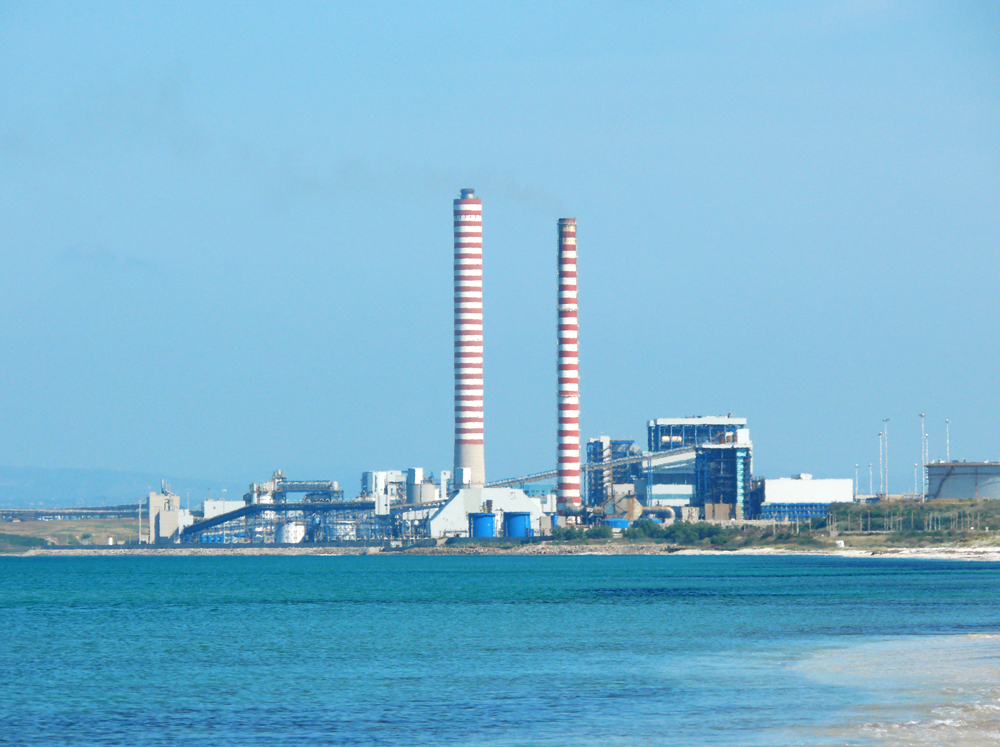
La centrale termoelettrica di Fiume Santo a Porto Torres

Una centrale termoelettrica è un impianto industriale che trasforma in energia elettrica l'energia chimica del combustibile che l'alimenta. L'energia chimica del combustibile, durante la combustione si trasforma in energia termica del fluido di lavoro che, azionando la turbina, si trasforma in energia meccanica. Questa mettendo in rotazione l'alternatore la trasforma infine in energia elettrica.
I principali cicli termodinamici sfruttati in queste centrali sono il ciclo di Rankine, eventualmente surriscaldato, e il ciclo di Brayton-Joule, e loro eventuali combinazioni, anche se non sono assenti centrali dotate di motori a ciclo Diesel o ciclo Otto.
Come sorgente energetica possono essere utilizzate svariate sostanze, tra le più comuni si possono ricordare il carbon fossile, l'olio combustibile, il gas naturale, ma sono utilizzabili anche altri combustibili meno convenzionali, come biogas e fanghi di depurazione o, in certa misura, ceneri di centrali di più piccola taglia.

## Centrale a vapore
Queste sono caratterizzate dall'utilizzo di acqua, o altro liquido, che viene a trovarsi in due differenti fasi nel corso del ciclo di lavoro, spesso sotto forma di vapore e liquido. Negli ultimi anni sono andate diffondendosi anche tecnologie supercritiche che hanno portato all'assenza di una transizione di fase, propriamente detta, che precedentemente era la caratteristica di queste centrali. Queste centrali possono essere divise in varie sezioni: la linea di alimentazione, il generatore di vapore, la turbina e il condensatore. Nonostante la definizione piuttosto restrittiva sono possibili diversi tipi di cicli termodinamici che soddisfano queste richiesta, in particolare quelli di gran lunga più diffusi sono i cicli Rankine e i cicli Hirn, ma nuovi tipi di cicli termodinamici, che alle volte vengono a trovarsi in una situazione intermedia tra i cicli a vapore e quelli a gas, come ad esempio i cicli transcritici a CO2.

### Linea di alimento
Prima di entrare nella caldaia, l'acqua alimentante subisce una fase di preriscaldamento. In ingresso nella caldaia infatti sono presenti diversi rigeneratori, ovvero, scambiatori di calore nei quali il vapore, parzialmente o completamente espanso, preriscalda il fluido di lavoro. Questo consente all'acqua di alimentazione di entrare nel generatore di vapore a temperature più alte, risultando in maggiori efficienze dell'impianto. Spesso all'interno della linea di alimentazione è previsto un degasatore termico per ridurre la presenza di incondensabili nel fluido di lavoro. La compressione del fluido di lavoro può avvenire in una sola pompa allo scarico del condensatore, soluzione preferita nei piccoli impianti, o in più pompe o turbopompe opportunamente posizionate lungo tutta la linea di alimentazione, soluzione preferita nei grandi impianti.

### Generatore di vapore
Nel generatore di vapore l'acqua a pressione costante viene portata al punto di ebollizione, subisce la transizione di fase e viene, spesso, surriscaldata sotto forma di vapore. Questo è ottenuto tramite uno scambiatore opportunamente progettato diviso in diversi banchi: l'economizzatore, l'evaporatore e il surriscaldatore. Questi possono scambiare o con un liquido, solitamente olio diatermico o acqua in pressione, o con i gas caldi prodotti da una combustione, questa è la configurazione più frequente per impianti di più grande taglia.
Per impianti particolarmente grandi gli scambiatori vengono posti nella camera di combustione stessa ottenendo anche uno scambio radiativo con le fiamme. Particolare attenzione viene posta nell'evitare surriscaldamenti degli scambiatori perché questo potrebbe risultare in una riduzione della loro vita utile o, peggio, in un loro cedimento strutturale che causerebbe considerevoli danni all'impianto. Per questo motivo è prassi avere a disposizione un attemperamento, ossia un'iniezione di acqua liquida nel vapore, prima dei banchi più a rischio.

#### Impianti supercritici
In impianti quasi in via di rottura il liquido di lavoro non subisce più una transizione di fase vera e propria, essendo la pressione sopra al punto critico, ciò nonostante la struttura è simile, anche se le distinzioni tra le tre tipologie di banchi sono molto minori. Si notano comunque ancora tre zone: una a temperature relativamente basse dove il fluido di lavoro è liquido, una a temperature prossime al punto critico, e zone dove il fluido è allo stato gassoso. Tale soluzione, che prevede dunque il passaggio del fluido per uno stato supercritico, è particolarmente utilizzata per centrali a vapore di grande taglia o per centrali di più piccola taglia con fluidi organici, in questo caso con l'obiettivo di approssimare meglio la curva di raffreddamento dei gas con cui si scambia calore.

### Espansione in turbina
Il vapore in uscita dal generatore di vapore viene mandato a una macchina, solitamente una turbina a vapore o, più raramente, una macchina alternativa. La prima parte di espansione avviene spesso attraverso un iniziale stadio ad azione, frequentemente sotto forma di alcuni stadi Curtis, per garantire la possibilità di parzializzare e regolare la turbina ai vari carichi. Successivamente seguono solo stadi a reazione vista la loro maggiore efficienza. Per impianti di grande taglia a un certo punto dell'espansione il vapore viene rimandato al generatore di vapore per un risurriscaldamento, questo per aumentare il lavoro estratto dalla turbina e al contempo ridurre la presenza di condensato allo scarico della stessa, nel caso si usino fluidi poco complessi. Il vapore, risurriscaldato o meno, continua quindi la sua espansione in turbina espandendosi e raffreddandosi, questo può causare un'eccessiva portata volumetrica che comporta speciali accorgimenti sia per quanto riguarda la struttura della palettatura sia, eventualmente, l'utilizzo di più corpi di turbina in parallelo. Nella zona a più bassa pressione, lavorando con liquidi semplici, ci si trova ad avere una parziale condensazione del fluido di lavoro, questo può essere estremamente deleterio per la turbina in quanto le goccioline di acqua liquida non seguono le stesse traiettorie del vapore risultando in un martellamento e danneggiamento delle palette. Finita l'espansione il vapore esce dalla turbina e viene mandato al condensatore, per fluidi semplici, o a un desurriscaldatore seguito dal condensatore, per fluidi con campana di saturazione retrograda.
Durante l'espansione vi è, nei grandi gruppi a vapore ad acqua, un prelievo di vapore in diverse sezioni della turbina: tale vapore è poi utilizzato in scambiatori di calore per riscaldare l'acqua di ciclo prima del suo ingresso in caldaia. Inoltre le ingenti perdite di vapore dovute a trafilamenti nelle varie sezioni discontinue della turbina (date le alte pressioni e temperature il sistema di tenuta stagna non è performante) vengono generalmente convogliate a uno scambiatore di calore e successivamente reinserite nel circuito; gli alti costi della demineralizzazione dell'acqua e del suo surriscaldamento giustificano l'utilizzo di tale recupero energetico e materiale.

### Condensatore

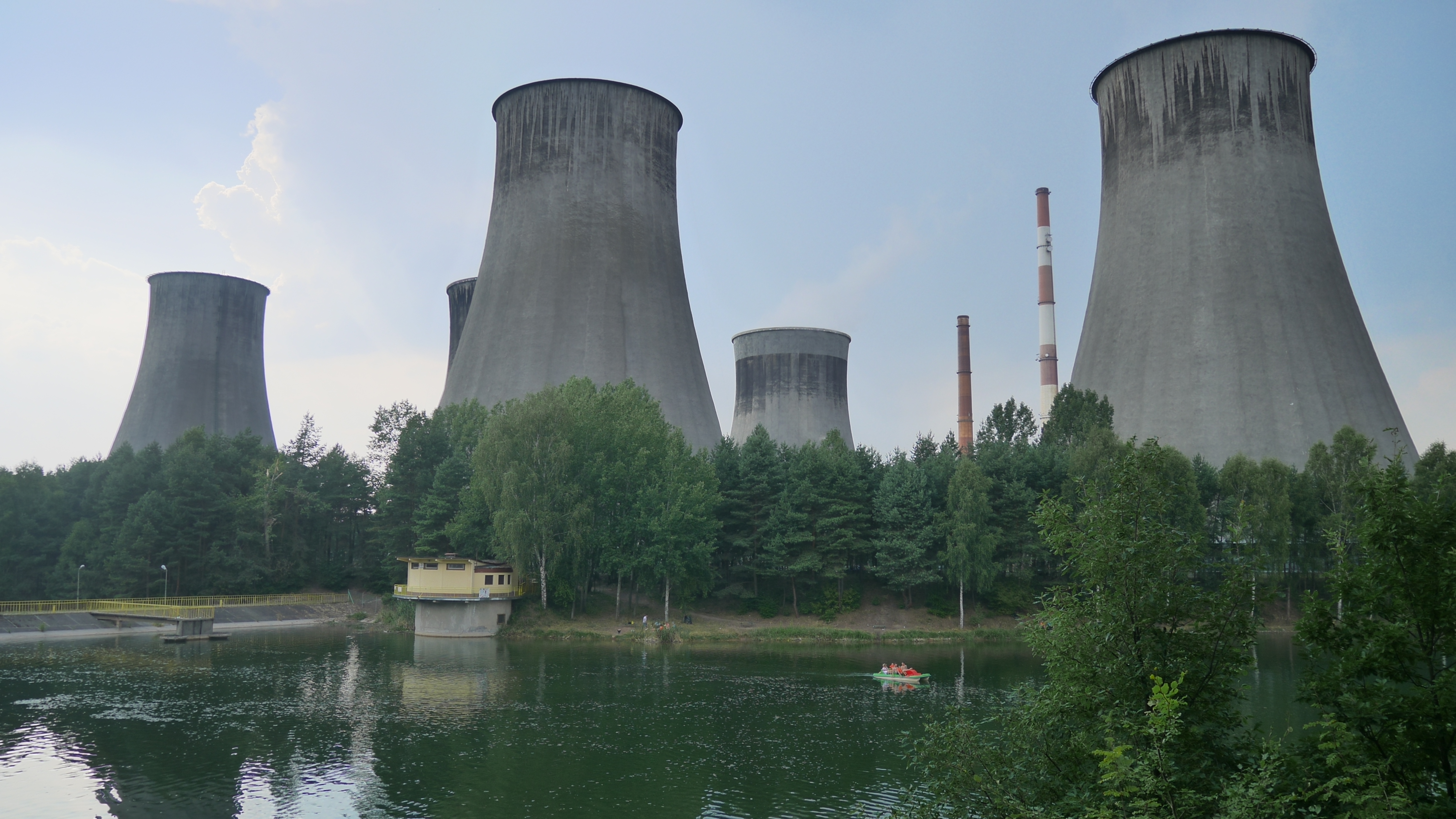
Centrale termoelettrica che utilizza l'acqua di un lago per la condensazione del vapore nel condensatore

Il condensatore è il componente in cui avviene la condensazione del fluido di lavoro. Come precedentemente suggerito questo strumento viene a trovarsi a pressioni decisamente basse in cicli ad acqua, mentre può essere a pressioni superiori, anche maggiori di quella atmosferica, per cicli alimentati con altri fluidi di lavoro. Nei cicli ad acqua, o comunque con fluidi con una bassa pressione alla temperatura di condensazione, è critico avere un condensatore in grado di evitare trafilamenti di aria all'interno del condensatore, poiché l'ossigeno eventualmente entrato nel fluido di lavoro risulta particolarmente aggressivo una volta che il fluido di lavoro verrà portato ad alte temperature.

### Conversione dell'energia meccanica in energia elettrica
L'espansione del vapore in turbina permette il trasferimento di energia meccanica alle schiere di pale rotoriche. La coppia resistente necessaria a stabilizzare la rotazione del rotore è fornita dall'alternatore, un generatore trifase sincrono collegato direttamente al sistema elettrico principale della centrale e indirettamente, per mezzo delle stazione di elevamento della tensione elettrica (trasformatore MV/AV del generatore e trasformatore AV/UV dell'unità di generazione) e degli interruttori posti nelle blindosbarre, alla rete di trasmissione dell'energia elettrica. Tale coppia resistente viene infatti convertita in energia elettrica tramite fenomeni di conversione elettromagnetomeccanica dell'energia presenti all'interno dell'alternatore. Inoltre il sistema di eccitazione del generatore sincrono a corrente continua, alimentato direttamente dalla corrente autoprodotta dal generatore mediante tre trasformatori monofase collegati a un raddrizzatore a tiristori, permette una stabilizzazione del funzionamento dell'alternatore attorno al punto in cui il sistema compensa la potenza attiva richiesta dalla rete elettrica oppure assorbe o produce potenza reattiva, a seconda dei fenomeni di sfasamento presenti nella rete di trasmissione a valle della centrale.

### La demineralizzazione dell'acqua
L'acqua usata nei cicli delle centrali termoelettriche può essere sia acqua di mare sia acqua dolce di falda o di fiume. In base alla provenienza essa subirà un diverso pretrattamento che nel caso di acqua salata prende il nome di dissalamento.
Il pretrattamento delle acque avviene in vasche con funzione di flocculazione e precipitazione di sostanze solide raggruppate in flocculi ottenuti tramite prodotti chimici. L'acqua si purifica delle scorie solide, delle sostanze impure e dei sali disciolti.

## Centrale a turbogas
Questo tipo di centrali è caratterizzato dall'utilizzo di un gas, generalmente aria, come fluido di lavoro. In questi impianti il gas non subisce transizioni di fase ed effettua il ciclo di Brayton-Joule in una turbina a gas, una macchina composta da quattro sezioni: compressione del gas, riscaldamento del gas, espansione del gas, scarico o raffreddamento del gas. La compressione del gas avviene solitamente attraverso un turbocompressore assiale, o per impianti più piccoli radiale, è tipico avere i primi stadi statorici mobili per consentire il controllo della macchina in maniera più agevole. Durante la compressione è, per le macchine di grande taglia, prassi consolidata lo spillamento di aria da mandare poi al raffreddamento del combustore e della turbina. Il riscaldamento del gas può avvenire o tramite uno scambiatore, quando è necessario mantenere separata la combustione dal fluido di lavoro, o più comunemente in un combustore dove un combustibile, generalmente gas naturale, viene bruciato nel fluido di lavoro, necessariamente aria o ossigeno. L'espansione avviene in una turbina solitamente completamente a reazione non essendo più necessaria una sua parzializzazione per il controllo della macchina, le prime schiere rotoriche e statoriche della macchina, essendo esposte a gas molto caldi vengono solitamente raffreddate, questo è un problema tipico delle macchine dotate di combustore. Nel caso di impianti operanti ad aria è anche presente un'importante sezione di filtraggio e purificazione dell'aria in aspirazione.

### Filtraggio dell'aria
La presenza di particelle solide, chiamate anche particolato, nell'aria è un problema molto sentito nelle centrali a gas e causa l'installazione di specifici filtri di purificazione per evitare il loro ingresso nella macchina. Queste particelle potrebbero infatti fondersi per le elevate temperature raggiunte in turbina e andare a solidificarsi sulle palette della turbina causando, nel corso del tempo, un'eccessiva usura della macchina. Inoltre anche per turbine a temperature relativamente basse il particolato rischia comunque di entrare nei condotti di raffreddamento della turbina e intasarli causando locali surriscaldamenti della macchina che possono causare il cedimento strutturale della stessa.

## Ciclo combinato

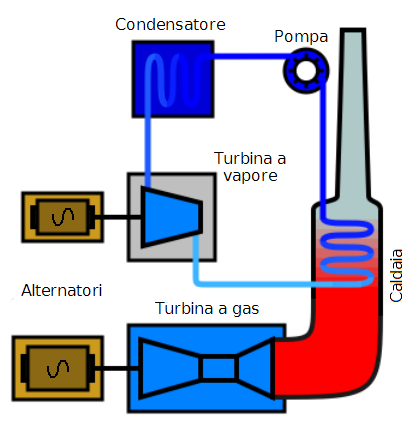
Schema di una centrale elettrica a ciclo combinato

Per aumentare il rendimento elettrico delle centrali si sta diffondendo l'uso dei cicli combinati gas-vapore che si basano su una centrale a gas composta da un compressore, calettato alla turbina e all'alternatore, che immette l'aria comburente, prelevata dall'atmosfera, nella camera di combustione. La miscela aria-gas immessa brucia nella camera di combustione e i fumi di scarico vengono utilizzati per ottenere lavoro meccanico in turbina.
Un successivo generatore di vapore a recupero utilizza gli stessi fumi caldi uscenti dalla turbina per produrre vapore che viene in seguito fatto espandere in una turbina a vapore generando ulteriore elettricita. In genere le centrali a ciclo combinato hanno il vantaggio di un minore impatto ambientale in termini di emissioni, poiché sfruttano combustibili leggeri quali gas naturale e un minore utilizzo di acqua per la condensazione. Inoltre hanno un rendimento molto più alto delle centrali termoelettriche tradizionali. Tale rendimento (elettrico) arriva al 60%. Nel caso in cui sia prevista la cogenerazione (fornitura di elettricità e calore) a fronte di un rendimento di primo principio di circa 87% si vede un leggero calo del rendimento elettrico.

## Cogenerazione
Tutte le tipologie di centrali: a vapore, a gas, a ciclo combinato, possono essere cogenerative (contemporaneamente) se vi è vicino un'utenza termica per sfruttare il calore oltre alla vendita di elettricità.

## Abbattimento degli inquinanti
Tutte le centrali termoelettriche sono tenute a controllare le loro emissioni, questo è particolarmente rilevante per centrali di grandi dimensioni nelle quali si ha un'importante sezione di abbattimento degli inquinanti.

### Abbattimento degli ossidi di zolfo
Gli ossidi di zolfo, che sono una delle cause delle piogge acide, sono tipicamente frutto della combustione del carbone e sono strettamente regolamentati. Vengono quindi abbattuti, a seconda del momento in cui vengono rimossi si distinguono tre tipologie di rimozione: precombustione, in caldaia, postcombustione.
- L'abbattimento precombustione può avvenire solo in caso il carbone possa essere precedentemente trattato, come negli impianti IGCC, è quindi un processo piuttosto raro.
- L'abbattimento in caldaia avviene tramite l'iniezione di composti del calcio che vanno a legarsi con lo zolfo per dare gesso inerte.
- L'abbattimento post-combustione avviene tramite lo scrubbing dei fumi con una soluzione di composti del calcio che formano gesso, questa configurazione è preferita per impianti di grande taglia visto che il gesso viene prodotto puro, quindi vendibile, evitando grandi spese per lo smaltimento.

### Abbattimento degli ossidi di azoto
L'abbattimento degli ossidi di azoto è un problema comune a tutte le centrali a combustione. Solitamente la loro produzione viene efficacemente limitata già all'origine tramite un opportuno disegno dei combustori e una altrettanto studiata distribuzione delle correnti d'aria di alimentazione alla caldaia o al bruciatore, evitando porzioni di gas combusti a temperature eccessivamente alte. Qualora questo inquinante sia presente in concentrazioni ancora rilevanti, vengono utilizzati degli appositi scrubber con ammoniaca o urea.

### Abbattimento delle ceneri
L'abbattimento delle ceneri nel gas è un problema tipico delle centrali a carbone e a olio combustibile in quanto le centrali a gas utilizzano sia un combustibile già pulito sia aria filtrata. Il problema è inoltre legato alle sole ceneri leggere, che vengono trascinate dal flusso dei fumi di combustione verso la ciminiera. Le ceneri vengono quindi abbattute tramite una serie di precipitatori elettrostatici, cicloni e filtri a maniche di efficienza sempre maggiore per riportare le emissioni entro i limiti legali. Le ceneri più pesanti vengono invece rimosse facilmente dalla caldaia perché si depositano, per effetto della gravità, sul fondo della caldaia dove sono raccolte in apposite tramogge dalle quali sono raccolte e avviate a un opportuno trattamento e successivamente in discarica. Particolari configurazioni impiantistiche di centrali avanzate, come le già citate IGCC, possono anche andare a fissare queste ceneri pesanti fondendole in un materiale di granulometria maggiore e più inerte, opportunamente riutilizzabile.

### Cattura dell'anidride carbonica
Negli ultimi anni, all'abbattimento degli inquinanti tradizionali, grande attenzione è stata posta nell'abbattimento delle emissioni di anidride carbonica per il suo contributo all'effetto serra. Questa necessità ha spinto verso impianti sempre più efficienti e verso lo sviluppo e la sperimentazioni di impianti con cattura e sequestro del carbonio. Le tecniche di separazione si dividono in tre gruppi principali:
- Cattura pre-combustione: prevede la rimozione del carbonio e dal carburante alimentato alla centrale, che viene così a funzionare bruciando praticamente solo idrogeno;
- Ossicombustione: prevede la combustione del carburante in atmosfera di ossigeno puro, così da poter poi separare facilmente l'anidride carbonica dagli altri componenti senza la grande diluizione tipica delle combustioni in aria;
- Cattura post-combustione: prevede, con tecniche relativamente simili a quelle post-combustione per l'abbattimento degli ossidi di zolfo, di rimuovere l'anidride carbonica dal flusso allo scarico della centrale.

L'anidride carbonica separata a questo punto viene stoccata in giacimenti esausti o acquiferi profondi o, in maniera più economicamente conveniente, pompata in giacimenti attivi, secondo la tecnica del recupero forzato di idrocarburi: quest'ultima tecnica se combinata con pesanti tassazioni sulle emissioni è la più economicamente promettente.